# Darbonnay
Darbonnay ist eine französische Gemeinde mit 81 Einwohnern (Stand 1. Januar 2022) im Département Jura in der Region Bourgogne-Franche-Comté. Sie gehört zum Arrondissement Dole und zum Kanton Bletterans. 
Die Nachbargemeinden sind Bersaillin im Norden, Saint-Lothain im Osten, Saint-Lamain im Süden, Toulouse-le-Château im Westen und Monay im Nordwesten.

## Bevölkerungsentwicklung
| Jahr                       | 1962 | 1968 | 1975 | 1982 | 1990 | 1999 | 2008 | 2017 |
| -------------------------- | ---- | ---- | ---- | ---- | ---- | ---- | ---- | ---- |
| Einwohner                  | 68   | 68   | 70   | 71   | 77   | 95   | 88   | 92   |
| Quellen: Cassini und INSEE |      |      |      |      |      |      |      |      |

|  |  |